# El rey: Eterno monarca
El rey: Eterno monarca (hangul: 더킹: 영원의 군주; hanja: 더 킹：永遠의 君主; RR: Deoking: Yeongwonui Gunju), es una serie de televisión surcoreana emitida del 17 de abril al 12 de junio de 2020, a través de SBS y Netflix.

## Historia
El drama se centra en dos universos paralelos.
Un universo se parece a la Corea moderna tal y como es conocida en la actualidad, mientras que el otro, es un universo alternativo en donde Corea es un Imperio gobernado por un solo monarca, el Emperador Lee Gon, quien para luchar contra el mal y cerrar las puertas entre los dos mundos, se une a la detective Jung Tae-eul, quien vive en la actual Corea.

## Reparto[11][12]

### Personajes principales
| Actor                            | Personaje                                                                                 | N.º de episodios | Notas |
| -------------------------------- | ----------------------------------------------------------------------------------------- | ---------------- | --- |
| Lee Min-ho Jung Hyun-joon        | Emperador Lee Gon Lee Ji-hoon                                                             | 16               | Lee Gon: es el Emperador de tercera generación del Imperio Coreano. Los ciudadanos lo ven como un hombre sofisticado, con buena apariencia, un comportamiento tranquilo y un gobernante perfecto, sin embargo Lee Gon en realidad es un hombre callado, sensible, compulsivo y odia cuando otras personas lo tocan. Para él, el palacio es el lugar más seguro en el planeta, pero también el más peligroso, ya que fue testigo del plan de traición contra su padre cuando tenía ocho años. No piensa en casarse o en continuar con el linaje y prefiere escapar del palacio de vez en cuando, participando en simposios académicos. Mientras se está en un viaje así, de pronto se encuentra en un lugar desconocido pero frente a una cara familiar: Jung Tae-eul, a quien reconoce, porque fue su tarjeta de identificación la que recogió cuando tenía ocho años, la noche en que su padre murió debido a una conspiración, sin embargo más tarde descubre que la verdadera persona que lo había salvado era en realidad él del futuro. Durante su última pelea con Lee Rim, finalmente lo mata y logra reencontrarse con Tae-eul. Lee Ji-hoon: Es el hijo de Song Jung-hye, quien es asesinado por Lee Rim de pequeño. Sin embargo después de la muerte de Lee Rim, durante el nuevo universo, Ji-hoon está a salvo y es un oficial militar. Aunque no tiene recuerdos de Jung Tae-eul. |
| Kim Go-eun Kim Si-woo Lee Ye-won | Det. Jung Tae-eul Luna / Koo Seo-kyung Jung Tae-ra Miss. Jung Jung Eun-kyung Jung Hyo-jin | 16               | Jung Tae-eul: es una detective de la agencia de policía nacional de la actual y moderna República de Corea. Desde pequeña había estado interesada en convertirse en una oficial de la policía, y durante los últimos seis años ha trabajado como detective. Tae-eul realiza su trabajo con la creencia de que todos los que comenten crímenes serán atrapados eventualmente. Sin embargo su vida cambia cuando conoce al emperador Lee Gon, quien aparece en medio de Gwanghwamun afirmando ser de un universo paralelo, aunque al inicio no confía en él, poco a poco lo hace y se enamora. Durante su última pelea con la otra versión de Lee Rim, finalmente lo mata. Aunque los recuerdos comienzan a desaparecer, Tae-eul aún recuerda a Lee Gon, poco después se reúnen y continúan su relación. Luna / Koo Seo-kyung: es una peligrosa criminal del Imperio de Corea. Fue abandonada en el barrio más pobre, sin familia ni una identidad reconocida por el gobierno, ha tenido que valerse por sí misma para mantenerse con vida. Luna ha participado en una variedad de crímenes tales como robo, falsificación de documentos y allanamiento de morada. Su vida se ve afectada cuando es diagnosticada con cáncer y sólo le quedan tres meses de vida. Cuando conoce a Lee Rim, este la convence de hacerse pasar por Jung Tae-eul y tomar su vida. Poco después cuando conoce a Lee Gon lo envenena y cuando finalmente se encuentra con Tae-eul la acuchilla, sin embargo luego de ser atrapada Tae-eul la libera y le pide que cuide de su padre, mientras ella ayuda a Lee Gon. Después de la muerte de Lee Rim, durante el nuevo universo Luna ahora lleva el nombre de "Koo Seo-kyung", está sana y es una honesta oficial de policía. De pequeña es adoptada por la madre de Koo Seo-ryung, por lo que se convierte en su hermana adoptiva. Jung Tae-ra: durante un universo paralelo es una actriz, que Lee Gon conoce mientras viaja por diferentes puertas para encontrar a Jung Tae-eul. Miss. Jung: es una piloto que Lee Gon conoce mientras está buscando a Jung Tae-eul. Jeong Eun-kyung: durante un universo paralelo es una oficial militar y miembro del ejército de la República de Corea, que conoce a Lee Gon mientras está buscando a Jung Tae-eul. Jeong Hyo-jin: durante un universo paralelo es una oficial de la policía, que Lee Gon conoce mientras está buscando a Jung Tae-eul. Durante este universo su madre está viva. |
| Woo Do-hwan Jung Si-yool         | Cho Eun-seop Cho Young                                                                    | 16               | Cho Eun-seop: es un encantador y ordinario trabajador de servicio público de la policía en la República de Corea moderna. Eun-seop tenía muchos sueños mientras crecía, sin embargo cuando sus padres inesperadamente tienen gemelos durante su cuarto año de universidad, se ve obligado a postergar sus estudios y cuidar de sus hermanos menores. Estando a unos días de ser dado de alta como servidor público por su servicio militar conoce a Lee Gon y pronto conoce la verdad sobre los universos paralelos. Cuando conoce a Cho Joung se sorprende, sin embargo termina ayudándolos en su plan por detener a Lee Rim. Eun-s-eob está enamorado de su amiga de la infancia Myung Na-ri. Después de la muerte de Lee Rim, durante el nuevo universo, Eun-seop no tiene recuerdos de Cho Young ni de Lee Gon, ahora es un importante miembro del Servicio de Inteligencia Nacional de Corea del Sur (NIS) y está casado con Na-ri. Cho Young: es el serio capitán y el guardaespaldas del emperador Lee Gon durante el Imperio de Corea. Es un hombre altamente experimentado en todo tipo de armamento desde espadas hasta pistolas. Conoció a Lee Gon por primera vez cuando tenía cuatro años y se hicieron muy buenos amigos. Debido a su amistad, parece que Lee Gon sólo se permite reír y llorar frente a Cho Young. Sus padres se divorciaron cuando era pequeño, por lo que no demuestra sus sentimientos y siempre muestra un rostro indiferente a los demás. Después de la muerte de Lee Rim, en el nuevo universo, Cho Young sigue siendo capitán y guardaespaldas del Emperador, sus padres está juntos y tiene dos hermanos gemelos Eun-bi y Kka-bi. También comienza una relación con Myung Seung-ah, la encargada de las redes sociales del palacio, la cual mantienen en secreto. A diferencia de Eun-seop, Young si tiene recuerdos de él. |
| Lee Jung-jin                     | Lee Rim Lee Sung-jae                                                                      | 16               | Es el medio hermano de Lee Ho, el anterior Emperador anterior y el tío de Lee Gon. A pesar de ser el hijo mayor, fue retirado de la línea de sucesión a los 13 años ya que era hijo de una concubina, debido a esto, Lee Rim alberga un gran resentimiento y es el responsable de dirigir la conspiración contra su hermano en 1994, la cual termina causando su muerte. Más tarde debido a su obsesión por obtener el "manpasijeok" asesina al "Lee Rim" del futuro. Durante la actual y moderna República de Corea es el peligroso cuñado de Song Jung-hye y el hermano de su esposo, quien es la viva imagen del Emperador Lee Ho. Al igual que su contraparte, está obsesionado con el poder. Más tarde es asesinado por su yo del pasado. Después de sus muertes, durante el universo de a República de Corea en 1994, Lee Rim, vive en un hospital y está en una silla de ruedas , donde es visitado una vez al mes por Lee Ji-hoon y Song Jung-hye. |
| Kim Kyung-nam Moon Woo-jin       | Det. Kang Shin-jae Kim Hyun-min                                                           | - 7-16           | Kang Shin-jae: es un joven oficial de la República de Corea, con personalidad fría y tenaz que ha vivido más para los demás que para sí mismo desde que su padre fue arrestado por malversación mientras dirigía una pequeña empresa. Su madre se volvió adicta al juego, lo que le ocasiona deudas. Es el compañero de trabajo de la detective Tae-eul, de quien está enamorado, sin embargo cuando le revela sus sentimientos ella lo rechaza, ya que sólo lo ve como a un amigo. Más tarde descubre que en realidad él no es Shin-jae sino que es Kim Hyun-min del Imperio Coreano y que fue llevado a la República de Corea cuando era joven. Después de la muerte de Lee Rim, durante el nuevo universo Shin-jae (Hyun-min) es un empresario en la República de Corea en el 2022 y no tiene recuerdos ni de Lee Gon ni de Tae-eul. Después de que el Príncipe Buyeong lo rescatara de pequeño durante el Reino de Corea en 1995, mientras su madre intentaba que ambos murieran tirándose de un puente. De adulto se convierte en un oficial del escuadrón de delitos violentos 3 y tiene sentimientos por Luna quien ahora lleva el nombre de "Koo Seo-kyung". Kim Hyun-min: es el verdadero Kim de la República de Corea, se encuentra en coma en un hospital. Más tarde Shin-jae descubre la verdad sobre el cambio entre ambos, y que en realidad él es Kang Shin-jae. |
| Jung Eun-chae Shin Soo-yeon      | Koo Seo-ryung Koo Eun-ah                                                                  | -                | Koo Seo-ryung: es la ambiciosa joven primera ministra de la monarquía coreana bajo el reinado del Emperador Lee Gon. Seo-ryung desea el éxito a toda costa y su principal objetivo es el Emperador, lo que causa sesión en la relación entre Lee Gon y Tae-eul. Está celosa de Tae-eul y más tarde revela su verdadera personalidad vengativa, que sólo está interesada en el poder y en obtenerlo cómo sea, incluso se une al igual peligroso Lee Rim, quien la ayuda a viajar a la República de Corea. Más tarde queda destrozada cuando descubre que su madre ha sido "cambiada" o asesinada por Lee Rim. Después de la muerte de Lee Rim, durante el nuevo universo Seo-ryung es una asambleísta que es arrestada y encarcelada por robar el dinero de los impuestos del pueblo. Mientras que Luna ahora conocida como "Koo Seo-kyung" es su hermana adoptiva, después de que su madre se encargara de ella cuando era pequeña. Koo Eun-ah: es una joven estudiante de la República de Corea, poco después desaparece y luego encontrada asesinada. |

### Personajes recurrentes

#### Reino de Corea

##### Miembros del Palacio Real
| Actor                      | Personaje                    | N.º de episodios | Notas |
| -------------------------- | ---------------------------- | ---------------- | --- |
| Lee Hong-nae               | Seok Ho-pil                  | -                | Es el vice-capitán de la guardia del Emperador Lee Gon, y está bajo el mando de Jo Young. Trabaja en la Casa Imperial durante el Reino de Corea. |
| Kim Young-ok               | Noh Ok-nam                   | -                | Es una mujer que crio a Lee Gon desde que perdió a sus padres a la edad de ocho años. Vive en la Casa Imperial durante el Reino de Corea, más tarde se revela que ella conoce la verdad sobre los universos paralelos, pero se mantiene en silencio. |
| Kim Yong-ji                | Myeong Seung-ah Myeong Na-ri | -                | Myeong Seung-ah: es una fotógrafa, que poco después se convierte en la encargada de las cuentas de redes sociales del emperador Lee Gon y el sitio web oficial que se especializa en escribir declaraciones oficiales, emprender acciones legales contra comentarios maliciosos y photoshop. Está fascinada y admira al guardaespaldas Jo Young. Después de la muerte de Lee Rim, durante el nuevo universo, Seung-ah continúa trabajando en el palacio real y tiene una relación con Jo Young, la cual mantienen en secreto. Myeong Na-ri: es la dueña del edificio que Jung Do-in usa para enseñar Taekwondo. Es la mejor amiga de Jeong Tae-eul, con quien asistió a la misma escuela También es amiga de la infancia de Jo Eun-seob, quien está enamorado de ella. Después de la muerte de Lee Rim, durante el nuevo universo, Na-ri está casada con Eun-seob. |
| Baek Hyun-joo              | Secretaria Mo                | -                | Es la seria secretaria del Emperador Lee Gon durante el Reino de Corea, así como uno de sus miembros más leales. Más tarde después de la muerte de Lee Rim, durante el nuevo universo, Mo es nombrada por Lee Gon como la nueva primera ministra y tiene un hijo. |
| Hwang Se-on                | Park In-young                | -                | Es una miembro del equipo de guardaespaldas del Emperador Lee Gon durante el Reino de Corea. |
| Jeon Moo-song              | Lee Jong-in Príncipe Buyeong | -                | Príncipe Buyeong: es el segundo en la línea al trono después de Lee Gon, así como uno de sus últimos parientes vivos. Buyeong es el confidente y amigo de Lee Gon, a quien recurre cuando tiene dudas. Más tarde es asesinado por Lee Lim, lo que deja destrozado a Lee Gon y a muchos miembros del palacio. Después de la muerte de Lee Rim, durante el nuevo universo, el príncipe está sano y salvo. |
| Son Kyoung-won             | Lee Seung-heon               | 1, 11, 15        | Es el hijo mayor del Príncipe Buyeong y unos de los responsables de la muerte del Emperador Lee Ho, luego de aliarse con Lee Rim. Más tarde cuando Lee Gon descubre la verdad, lo destierra del palacio, la familia real y el Reino de Corea, no sin antes decirle que su padre habría estado decepcionado de él si hubiera descubierto sus acciones. |
| -                          | Lee Se-jin                   | -                | Es la nieta del Príncipe Buyeong, a quien Lee Gon nombra como la próxima sucesora en la línea del trono, en caso de que él no regrese. Se-jin vive en Los Ángeles. Sin embargo cuando Lee Rim descubre las intenciones de Lee Goon, la manda matar en un accidente automovilísitco, lo que deja destrozado a Lee Gon. |
| Yang Ji-soo                | -                            | 6-7, 10          | Es un miembro del equipo del Emperador Lee Gon, así como el tío de Jo Young. |
| Ryu Sung-rok               | Park Kyu-bong                | 1, 4, 6, 12      | Es el sastre del Emperador Lee Gon. |
| Shin Hyun-jong             | Dr. Lee Jung-hoon            | 5, 7, 9          | Es el doctor del caballo del Emperador Lee Gon. |
| Lee Hae-young Yoon Joo-man | Yoo Kyung-moo                | 1, 11, 16        | Es un guardaespaldas y joven miembro del equipo de Lee Rim. |
| Yoo In-hyuk (유인혁)       | -                            | -                | Es un guardia real. |

##### Equipo de la primera ministra
| Actor          | Personaje      | N.º de episodios | Notas |
| -------------- | -------------- | ---------------- | --- |
| Lee Hwang-eui  | -              | -                | Es el asesor de Koo Seo-ryung. |
| Kang Ki-doong  | Secretario Kim | -                | Es el secretario de la primera ministra, siempre tiene que soportar las órdenes y arrebatos de Seo-ryung. Más tarde después de la muerte de Lee Rim, durante el nuevo universo Kim es un oficial de la correccional de la prisión y está a cargo de vigilar a Koo Seo-ryung, quien es una asambleísta arrestada por robarle dinero al pueblo.                                    |
| Kim Jung-young | -              | -                | Es la madre de Koo Seo-ryung, su contraparte durante el Reino de Corea es asesinada por Lee Rim, quien la reemplaza con su otro yo de la República de Corea, lo que deja destrozada a Seo-ryung. Después de la muerte de Lee Rim, durante el nuevo universo, está viva y adopta a Luna a quien llama "Koo Seo-gyeong", luego de que intentará robarle comida cuando era pequeña. |
| Park Ji-yeon   | Park Ji-young  | 5, 8, 12-13, 15  | Park Ji-young: es una miembro del equipo de la primera ministra, así como la nieta del fundador de los productos farmacéuticos "Hogyeong". Lee Rim hace que Ji-young ocasione el accidente automovilístico que termina matando a Lee Se-jin, la sucesora al trono de Lee Gon. Durante la República de Corea es una mujer embarazada y conocida de Koo Seo-ryung.                 |
| Lee Yoon-jae   | -              | 4, 6             | Es un oficial del gabinete de la primera ministra. |
| Jang Hae-min   | -              | 4, 7-8, 11       | Es una empleada del equipo de la primera ministra. |
| Lee Yoon-sang  | -              | 6                | Es un funcionario del gobierno. |
| Sung Chan-ho   | -              | 6, 13            | Es un funcionario del gobierno. |
| Park Yong      | -              | 6                | Es un oficial militar. |

##### Otros personajes
| Actor                              | Personaje                                  | Episodios donde apareció   | Notas |
| ---------------------------------- | ------------------------------------------ | -------------------------- | --- |
| Bae Sung-il                        | Kim Gi-hwan                                | 1, 7-9, 11                 | Kim Gi-hwan: es un vendedor de botellas de agua. Mientras que en el mundo moderno es el dueño de un restaurante, trabaja bajo las órdenes de Lee Rim. |
| Choi Moo-in                        | Kang Jun-hyuk                              | 2-10                       | Es un detective. |
| Ha Seung-ri                        | Jang Yeon-ji                               | 1, 4, 7                    | Durante el Reino de Corea es una empleada y miembro del equipo de guardaespaldas del palacio, que en realidad trabaja bajo las órdenes de Lee Rim. |
| Seo Dong-gab                       | Park Byeong-u                              | 7                          | Es un hombre que viaja a la República de Corea y trabaja bajo las órdenes de Lee Rim. |
| Kim Jong-tae                       | Yu Jeong-hwa Lee Sang-do                   | 7, 9, 11-12 2              | Yu Jeong-hwa: es un trabajador de los establos del palacio. |
| Jeong Ha-dam                       | -                                          | 7                          | Es un empleada del palacio. |
| Kim Ki-moo                         | -                                          | 1-2, 6                     | Es el jefe de una pandilla. |
| Ko Dong-ok                         | -                                          | 1-2, 5                     | Es un gánster. |
| Hwang Young-hee                    | Min Hwa-yeon Park Sook-jin / Min Son-young | 3                          | Min Hwa-yeon: es la madre de Kang Shin-jae, más tarde descubre la verdad sobre el estado de su verdadero hijo. A pesar de esto Hwa-yeon también reconoce a Kim Hyeon-min como a su hijo. Park Sook-jin / Min Son-young: es una empleada del palacio real.                                                       |
| Kim Dong-gyun (김동균)             | -                                          | 14                         | Es el padre de Kang Shin-jae. |
| Kim Wook Yoon Jung-hyuk Kim Bo-min | Choi Nam-jin                               | 1, 4, 6, 16 - 3-11, 14, 16 | Durante el Reino de Corea es un oficial militar, mientras que en la República de Corea es un agresivo estudiante de secundaria que acosa a otros. Más tarde se revela que en realidad, él es el niño con el yoyo y la deidad conocida como "manpasijeok", el objeto por el cual Lee Rim estaba tan obsesionado. |
| Joo Ye-rim                         | Min-ji                                     | 1                          | |

#### República de Corea

##### Miembros de la policía de Seoul Jongo
| Actor                | Personaje                          | Episodios donde apareció | Notas |
| -------------------- | ---------------------------------- | ------------------------ | --- |
| Park Won-sang        | Park Moon-shik                     | -                        | Es el líder del equipo de detectives y jefe de Jeong Tae-eul, un hombre justo y trabajador. |
| Kang Hong-seok       | Jang Michael (Jangmi) Jang Mi-reuk | - 13                     | Jang Michael (Jangmi): es un oficial que se une al equipo de Jeong Tae-eul en la agencia nacional de la policía durante la República de Corea. Jang Mi-reuk: es un aprendiz de la guardia real. |
| Heo Dong-won         | Detective Shim                     | -                        | Es un detective de la agencia nacional de la policía durante la República de Corea. |
| Song Sang-eun        | Kyung-ran                          | -                        | Es una miembro de la agencia nacional de la policía durante la República de Corea. |
| Hong Ye-ji           | Yoon Bo-young                      | 3                        | Es un miembro de la agencia nacional de la policía durante la República de Corea. |
| Woo Ji-hyun (우지현) | Yoon Bo-young                      | 16                       | Es un nuevo miembro de la agencia nacional de la policía durante la República de Corea. |

##### Amigos y familiares
| Actor                     | Personaje                    | N.º de episodios | Notas |
| ------------------------- | ---------------------------- | ---------------- | --- |
| Kim Yong-ji               | Myeong Na-ri Myeong Seung-ah | -                | Myeong Na-ri: es la dueña del edificio que Jung Do-in usa para enseñar Taekwondo. Es amiga de la infancia de Jo Eun-seob, también es amiga de Jeong Tae-eul y asistió a la misma escuela que ella. Después de la muerte de Lee Rim, durante el nuevo universo, Na-ri está casada con Eun-seob. Myeong Seung-ah: es una fotógrafa, que poco después se convierte en la encargada de las cuentas de redes sociales del emperador Lee Gon y el sitio web oficial que se especializa en escribir declaraciones oficiales, emprender acciones legales contra comentarios maliciosos y photoshop. Está fascinada y admira al guardaespaldas Jo Young. Después de la muerte de Lee Rim, durante el nuevo universo, Seung-ah continúa trabajando en el palacio real y tiene una relación con Jo Young, la cual mantienen en secreto. |
| Seo Jeong-yeon Ko Eun-min | Song Jung-hye                | - 1-2, 16        | Es una mujer que ha realizado todo tipo de trabajos extraños y que un día se despierta para descubrir que toda su familia ha cambiado. Su esposo es la viva imagen durante del Emperador Lee Ho durante la actual y moderna República de Corea, y su hijo Lee Ji-hun, es asesinado por Lee Rim, para evitar que Lee Gon alcance su cometido. Más tarde, después de la muerte de Lee Ri, durante el nuevo universo, su hijo está a vivo y está con ella. |
| Hwang Young-hee           | Min Hwa-yeon Park Sook-jin   | -                | Min Hwa-yeon: es la madre de Kang Shin-jae, quien se vuelve adicta a los juegos al azar ilegales después de enviudar y perder toda su fortuna. Después de la muerte de Lee Rim, descubre la verdad sobre el estado de su verdadero hijo. |
| Jeon Bae-soo              | Jung Do-in                   | -                | Es un instructor de Taekwondo y el padre de Jeong Tae-eul, a quien crio como padre soltero después de que su esposa muriera de cáncer. Después de la muerte de Lee Rim, durante uno de los universos su esposa está viva. |
| Jang Ha-ran (장하란)      | -                            | 16               | Es la madre de Jeong Hyo-jin, una de las versión en un universo paralelo de Jeong Tae-eul. |
| Jung Ye-na                | Jo Eun-bi                    | 2, 6, 10, 13, 15 | Es la hermana menor de Jo Eun-seob y hermana gemela de Kkab-bi en la República de Corea. Cuando Eun-seob y Jo Young, cambian de lugar, Eun-bi, rápidamente se da cuenta de que no es su hermano y comienza a vigilarlo. Después de la muerte de Lee Rim, en el nuevo universo, durante el Reino de Corea, Jo Young también tiene dos hermanos gemelos. |
| Seol Woo-hyung            | Jo Eun-woo (Kkab-bi)         | 2, 6, 10, 13, 15 | Es el hermano menor de Jo Eun-seob y hermano gemelo de Eun-bi en la República de Corea. Después de la muerte de Lee Rim, durante el nuevo universo, en el Reino de Corea, Jo Young también tiene dos hermanos gemelos. |
| Lee Ji-hyun (이지현)      | -                            | 10               | Es la madre de Jo Eun-seob, Eun-bi y Eun-woo. |
| Park So-jin               | Jo Hae-in                    | -                | Es una psiquiatra y la terapeuta de Kang Shin-jae. |
| Jung Hyun-joon            | Lee Ji-hun                   | 1                | Es el hijo de Song Jung-hye, quien es asesinado por Lee Rim, más tarde después de la muerte de Lee Rim, durante el nuevo univereso, Ji-hun está vivo y sano, de adulto se convierte en un oficial militar y es la viva imagen de Lee Gon. |

##### Otros personajes
| Actor           | Personaje                | Episodios donde apareció | Notas |
| --------------- | ------------------------ | ------------------------ | --- |
| Lee Hae-young   | -                        | -                        | Es uno de los asistentes de Lee Rim.                                                                     |
| Kim Min-song    | -                        | -                        | Es uno de los asistentes de Lee Rim.                                                                     |
| Ahn Si-ha       | Kim Hee-joo              | 8                        | Es una forense del Servicio Nacional Forense.                                                            |
| Ha Seung-ri     | Jang Yeon-ji             | 7-11, 16                 | Es una chica que asesina a su roomie por ser descubierta por esta sobre los planes que tiene con lee rim |
| Park Ji-yeon    | -                        | 5, 8, 12-13, 15          | Durante la República de Corea es una mujer embarazada y conocida de Koo Seo-ryung.                       |
| Lee Ho-cheol    | Dalgoo                   | 3, 8                     | Es el líder de una pandilla durante el República de Corea.                                               |
| Moon Dong-hyeok | Park Jung-gu             | 7-8                      | |
| Kim Gui-seon    | Park Mun-haeng           | 7                        | |
| Seo Dong-gab    | Park Byeong-u            | 7, 12                    | Durante la República de Corea es un hombre que viaja a través de los universos.                          |
| Moon Hak-jin    | -                        | 6                        | Es un hombre junto a Lee Jong-in.                                                                        |
| Song Hoon       | -                        | 4                        | Es un fotógrafo.                                                                                         |
| Yang Hyun-min   | -                        | 3-4, 9                   | Es el líder de un grupo de juegos.                                                                       |
| Kim Jong-tae    | Lee Sang-do Yu Jeong-hwa | 2 7, 9, 11-12            | Yu Jeong-hwa: es un trabajador de los establos del palacio.                                              |
| Lee Hye-ra      | Park Soo-yeon            | 2                        | |
| Yang Jo-a       | -                        | 2, 12, 14-15             | Es la madre de Myeong-ho.                                                                                |
| Yoon Sung-woo   | Myeong-ho                | 2                        | |
| Cha Sung-je     | -                        | 2                        | Es un niño celebrando el cumpleaños.                                                                     |
| Seo Jang-hyun   | -                        | 2                        | Es un niño celebrando el cumpleaños.                                                                     |
| Heo Jae-ho      | Kim Bok-man              | 1-2                      | |
| Baek Seung-chul | -                        | 1-2                      | Es un guardia de seguridad.                                                                              |
| Choi Woo-sung   | Kim Ki-won               | -                        | Es un guardia real.                                                                                      |
| Kim Hyung-woo   | Yoon heon-soo            | -                        | |

### Apariciones especiales
| Actor       | Personaje         | Episodios donde apreció | Notas |
| ----------- | ----------------- | ----------------------- | --- |
| Kwon Yul    | Emperador Lee Ho  | 1, 4, 14 1              | Emperador Lee Ho: es el Emperador y el padre de Lee Gon, quien es traicionado y asesinado debido a una conspiración durante el Reino de Corea. Durante la época moderna es el esposo de Song Jung-hye. |
| Park Hoon   | -                 | -                       | Durante el Reino de Corea es el padre de Jo Young y un oficial militar durante el Reino de Corea. Mientras que durante la República de Corea es el padre de Jo Eun-seob.                               |
| Jeon No-min | Capt. Choi Gi-tae | 4, 6                    | Es un oficial militar durante el Reino de Corea. |
| Jo Jae-yoon | -                 | 5, 7                    | Es un trabajador de la sala de juegos y el encargado del juego de disparos. |
| Tae In-ho   | Choe Min-hwan     | 9 - 10                  | Es el exesposo de Goo Seo-ryung, así como el presidente del grupo "KU". |
| Seo Woo-jin | -                 | 16                      | Es el hijo de la primera ministra Mo. |

## Episodios[44]
La serie está conformada por 16 episodios, los cuales fueron emitidos todos los viernes y sábados a las 10:00 (KST).
El 28 de mayo del 2020 se anunció que el episodio 13 no se emitiría el 29 de mayo del mismo año como se tenía planeado, debido a que la cadena SBS decidió alterar su programación para generar consciencia sobre los nuevos casos de COVID-19 en el país emitiendo la película Contagio, por lo que el episodio será emitido el 30 de mayo del mismo año.

### Ratings
Los números en color rojo indican las calificaciones más bajas, mientras que los números en azul indican las calificaciones más altas.
| Episodio | Parte    | Fecha de emisión    | Participación promedio de audiencia | Participación promedio de audiencia | Participación promedio de audiencia |
| Episodio | Parte    | Fecha de emisión    | AGB Nielsen                         | AGB Nielsen                         | TNmS                                |
| Episodio | Parte    | Fecha de emisión    | Nacional                            | Seúl                                | Nacional                            |
| -------- | -------- | ------------------- | ----------------------------------- | ----------------------------------- | ----------------------------------- |
| 1        | 1        | 17 de abril de 2020 | 10.1% (7.ª)                         | 11.4% (5.ª)                         | 9.2% (12.ª)                         |
| 1        | 2        | 17 de abril de 2020 | 11.4% (4.ª)                         | 12.9% (4.ª)                         | 9.9% (7.ª)                          |
| 2        | 1        | 18 de abril de 2020 | 8.4% (7.ª)                          | 9.7% (5.ª)                          | 6.8% (17.ª)                         |
| 2        | 2        | 18 de abril de 2020 | 11.6% (3.ª)                         | 12.9% (3.ª)                         | 9.3% (5.ª)                          |
| 3        | 1        | 24 de abril de 2020 | 7.8% (11.ª)                         | 8.2% (12.ª)                         | 8.1% (12.ª)                         |
| 3        | 2        | 24 de abril de 2020 | 9.0% (7.ª)                          | 9.4% (5.ª)                          | 8.9% (9.ª)                          |
| 4        | 1        | 25 de abril de 2020 | 8.0% (9.ª)                          | 8.8% (6.ª)                          | 7.3% (16.ª)                         |
| 4        | 2        | 25 de abril de 2020 | 9.7% (4.ª)                          | 10.1% (4.ª)                         | 9.5% (6.ª)                          |
| 5        | 1        | 1 de mayo de 2020   | 7.6% (11.ª)                         | 8.2% (6.ª)                          | 6.2% (14.ª)                         |
| 5        | 2        | 1 de mayo de 2020   | 8.6% (6.ª)                          | 9.3% (4.ª)                          | 8.0% (8.ª)                          |
| 6        | 1        | 2 de mayo de 2020   | 7.4% (8.ª)                          | 7.9% (6.ª)                          | 6.4% (15.ª)                         |
| 6        | 2        | 2 de mayo de 2020   | 10.3% (4.ª)                         | 10.5% (3.ª)                         | 8.5% (6.ª)                          |
| 7        | 1        | 8 de mayo de 2020   | 7.0% (11.ª)                         | 7.3% (10.ª)                         | 6.4% (16.ª)                         |
| 7        | 2        | 8 de mayo de 2020   | 8.1% (7.ª)                          | 8.7% (7.ª)                          | 6.9% (13.ª)                         |
| 8        | 1        | 9 de mayo de 2020   | 6.1% (17.ª)                         | 6.8% (13.ª)                         | N/A                                 |
| 8        | 2        | 9 de mayo de 2020   | 8.1% (9.ª)                          | 8.5% (5.ª)                          | N/A                                 |
| 9        | 1        | 15 de mayo de 2020  | 5.8% (17.ª)                         | 6.3% (15.ª)                         | N/A                                 |
| 9        | 2        | 15 de mayo de 2020  | 6.3% (14.ª)                         | 7.0% (13.ª)                         | 5.8% (18.ª)                         |
| 10       | 1        | 16 de mayo de 2020  | 6.4% (16.ª)                         | 7.3% (10.ª)                         | N/A                                 |
| 10       | 2        | 16 de mayo de 2020  | 7.8% (8.ª)                          | 8.7% (5.ª)                          | N/A                                 |
| 11       | 1        | 22 de mayo de 2020  | 5.2% (20.ª)                         | 5.6% (19.ª)                         | N/A                                 |
| 11       | 2        | 22 de mayo de 2020  | 6.6% (12.ª)                         | 6.8% (11.ª)                         | 6.6% (14.ª)                         |
| 12       | 1        | 23 de mayo de 2020  | 6.1% (15.ª)                         | 6.6% (13.ª)                         | N/A                                 |
| 12       | 2        | 23 de mayo de 2020  | 8.1% (6.ª)                          | 8.5% (5.ª)                          | 8.6% (5.ª)                          |
| 13       | 1        | 30 de mayo de 2020  | 5.6% (NR)                           | N/A                                 | N/A                                 |
| 13       | 2        | 30 de mayo de 2020  | 7.7% (8.ª)                          | 8.2% (8.ª)                          | 8.2% (9.ª)                          |
| 14       | 1        | 5 de junio de 2020  | 5.7% (15.ª)                         | 6.5% (12.ª)                         | N/A                                 |
| 14       | 2        | 5 de junio de 2020  | 6.7% (11.ª)                         | 7.5% (10.ª)                         | 6.1% (11.ª)                         |
| 15       | 1        | 6 de junio de 2020  | 5.9% (16.ª)                         | 6.8% (11.ª)                         | 5.8% (19.ª)                         |
| 15       | 2        | 6 de junio de 2020  | 8.1% (7.ª)                          | 8.5% (7.ª)                          | 7.2% (14.ª)                         |
| 16       | 1        | 12 de junio de 2020 | 5.8% (14.ª)                         | 6.2% (12.ª)                         | 5.5% (17.ª)                         |
| 16       | 2        | 12 de junio de 2020 | 8.1% (8.ª)                          | 8.7% (6.ª)                          | 7.2% (11.ª)                         |
| Promedio | Promedio | Promedio            | 7.7%                                | 8.4%                                | -                                   |

## Música

### Parte 1
| N.º | Intérprete | Canción                               | Letra              | Canción            | Duración |
| --- | ---------- | ------------------------------------- | ------------------ | ------------------ | -------- |
| 1   | Zion.T     | "I Just Want to Stay with You"        | DOKO y Son Jae-min | DOKO y Son Jae-min | 3:28     |
| 2   |            | "I Just Want to Stay with You" (Int.) | -                  | -                  | 3:28     |

### Parte 2
| N.º | Intérprete | Canción        | Letra                | Canción       | Duración |
| --- | ---------- | -------------- | -------------------- | ------------- | -------- |
| 1   | Hwasa      | "Orbit"        | Park Woo-sang y Sora | Park Woo-sang | 3:07     |
| 2   |            | "Orbit" (Int.) | -                    | -             | 3:07     |

### Parte 3
| N.º | Intérprete             | Canción          | Letra        | Canción | Duración |
| --- | ---------------------- | ---------------- | ------------ | ------- | -------- |
| 1   | Kim Jong-wan (de Nell) | "Gravity" (연)   | Ra.L y Naomi | Gaemi   | 3:12     |
| 2   |                        | "Gravity" (Int.) | -            | -       | 3:12     |

### Parte 4
| N.º | Intérprete | Canción       | Letra          | Canción | Duración |
| --- | ---------- | ------------- | -------------- | ------- | -------- |
| 1   | Yongzoo    | "Maze"        | Okya y Charles | Gaemi   | 3:43     |
| 2   |            | "Maze" (Int.) | -              | -       | 3:43     |

### Parte 5
| N.º | Intérprete   | Canción                 | Letra | Canción | Duración |
| --- | ------------ | ----------------------- | ----- | ------- | -------- |
| 1   | Ha Sung-woon | "I Fall In Love"        | -     | -       | 3:07     |
| 2   |              | "I Fall In Love" (Int.) | -     | -       | 3:07     |

### Parte 6
| N.º | Intérpretes | Canción                   | Letra | Canción | Duración |
| --- | ----------- | ------------------------- | ----- | ------- | -------- |
| 1   | Davichi     | "Please Don't Cry"        | -     | -       | -        |
| 2   |             | "Please Don't Cry" (Int.) | -     | -       | -        |

### Parte 7
| N.º | Intérprete    | Canción                                                         | Letra | Canción      | Duración |
| --- | ------------- | --------------------------------------------------------------- | ----- | ------------ | -------- |
| 1   | Sunwoo Jung-a | "You Can't Stop It From Blooming" (꽃이 피는 걸 막을 순 없어요) | DONNA | DONNA & CuzD | 3:33     |
| 2   |               | "You Can't Stop It From Blooming" (Int.)                        | -     | -            | -        |

### Parte 8
| N.º | Intérpretes                  | Canción        | Letra            | Canción  | Duración |
| --- | ---------------------------- | -------------- | ---------------- | -------- | -------- |
| 1   | Gaemi, Kim Se-jin & Paul Kim | "Dream"        | Gaemi & Paul Kim | Paul Kim | 4:03     |
| 2   |                              | "Dream" (Int.) | -                | -        | -        |

### Parte 9
| N.º | Intérpretes          | Canción              | Letra                                      | Canción                | Duración |
| --- | -------------------- | -------------------- | ------------------------------------------ | ---------------------- | -------- |
| 1   | Gaeko & Kim Na-young | "Heart Break"        | Noh Sung-eun (de Chansline), Gaeko y Gaemi | Gaemi y Hwang Chan-hee | -        |
| 2   |                      | "Heart Break" (Int.) | -                                          | -                      | -        |

### Parte 10
| N.º | Intérpretes  | Canción                                                   | Letra                      | Canción | Duración |
| --- | ------------ | --------------------------------------------------------- | -------------------------- | ------- | -------- |
| 1   | Zico & Wendy | "My Everyday Is Full Of You" (나의 하루는 다 너로 가득해) | Gaemi, Zico y Heo Sung-jin | Gaemi   | 3:40     |
| 2   |              | "My Everyday Is Full Of You" (Int.)                       | -                          | -       | 3:40     |

### Parte 11
| N.º | Intérprete | Canción          | Letra | Canción | Duración |
| --- | ---------- | ---------------- | ----- | ------- | -------- |
| 1   | Gummy      | "My Love"        | Hana  | Gaemi   | 4:19     |
| 2   |            | "My Love" (Int.) | -     | -       | 4:19     |

### Parte 12
| N.º | Intérprete     | Canción                                            | Letra                            | Canción                   | Duración |
| --- | -------------- | -------------------------------------------------- | -------------------------------- | ------------------------- | -------- |
| 1   | Hwang Chi-yeul | "The Night When Everyone Is Asleep" (모두 잠든 밤) | Taebongie, December 32nd y Llwyd | Taebongie y December 32nd | 4:13     |
| 2   |                | "The Night When Everyone Is Asleep" (Int.)         | -                                | -                         | 4:13     |

### Parte 13
| N.º | Intérpretes                 | Canción                                                          | Letra        | Canción                                           | Duración |
| --- | --------------------------- | ---------------------------------------------------------------- | ------------ | ------------------------------------------------- | -------- |
| 1   | Im Han-byeol & Kim Jae-hwan | "You're My End and My Beginning" (너는 나의 시작이자 마지막이다) | Im Han-byeol | Im Han-byeol, Gaemi y Choo Dae-kwan (de MonoTree) | 4:10     |
| 2   |                             | "You're My End and My Beginning" (Int.)                          | -            | -                                                 | 4:10     |

## Premios y nominaciones
| Año  | Categoría                                                             | Premio               | Nominado                | Resultado |
| ---- | --------------------------------------------------------------------- | -------------------- | ----------------------- | --------- |
| 2020 | Mejor actor de reparto                                                | 7th APAN Star Award  | Woo Do-hwan             | Nominado  |
| 2020 | Estrella popular, Actor                                               | 7th APAN Star Award  | Lee Min-ho              | Nominado  |
| 2020 | Premio a la gran excelencia, actor en miniserie Fantasy/Romance Drama | 28th SBS Drama Award | Lee Min-ho              | Ganó      |
| 2020 | Premio a la gran excelencia, actriz en miniserie Fantasía/Romance     | 28th SBS Drama Award | Kim Go-eun              | Nominada  |
| 2020 | Premio a la excelencia, actor en miniserie Fantasía/Romance           | 28th SBS Drama Award | Lee Jung-jin            | Nominado  |
| 2020 | Premio a la excelencia, actor en miniserie Fantasía/Romance           | 28th SBS Drama Award | Woo Do-hwan             | Nominado  |
| 2020 | Premio a la excelencia, actriz en miniserie Fantasía/Romance          | 28th SBS Drama Award | Jung Eun-chae           | Nominada  |
| 2020 | Mejor actriz de reparto                                               | 28th SBS Drama Award | Kim Yong-ji             | Nominada  |
| 2020 | Mejor pareja                                                          | 28th SBS Drama Award | Lee Min-ho y Kim Go-eun | Nominados |

## Producción
La serie también es conocida como The King: The Eternal Monarch, The King: Forever Sovereign, The King: Permanent Monarch, The King: Forever the Monarch y The King: Monarch of Eternity.
Fue dirigida por Baek Sang-hoon (백상훈), quien contó con el apoyo de la guionista Kim Eun-sook.
La producción ejecutiva estuvo bajo el cargo de Jinnie Choi y Yoon Ha-rim.
Originalmente el papel de Kang Shin-jae se le ofreció al actor Son Seok-koo, sin embargo el rechazó la propuesta, por lo que el papel se le dio al actor Kim Kyung-nam.
La primera lectura del guion fue realizada el 17 de septiembre de 2019, mientras que las filmaciones de la serie comenzaron el 24 de octubre del mismo año y finalizaron después de ocho meses, el 28 de mayo de 2020.
La serie también contó con el apoyo de las empresas productoras Hwa&Dam Pictures y Studio Dragon.

### Recepción
A pesar de ser una de las series más anticipadas en la primera mitad de 2020 debido al elenco, el reconocido guionista, la publicidad extensa y la inversión de más de 30 mil millones de won (US $25 millones) de presupuesto de producción, la serie recibió fuertes críticas por su guion, dirección,  edición, así como también su excesivo uso de publicidad dentro de la serie y la interpretación del actor Lee Min-ho como Lee Gon fue criticada, todo esto condujo a que la serie no obtuviera la popularidad nacional a la esperada en Corea.
A pesar de esto, por el contrario la interpretación del actor Woo Do-hwan fue aclamada, debido a su habilidad para demostrar dos personalidades completamente diferentes.